# Pandemia di COVID-19 a Jersey
Il primo caso della pandemia di COVID-19 a Jersey è stato confermato il 10 marzo 2020, il caso riguardava un cittadino risultato positivo al ritorno dall'Italia.
La strategia del governo di Jersey è stata quella di ritardare la diffusione del virus, evitare di contagiare le persone vulnerabili e aiutare i servizi sanitari dell'isola a far fronte al numero di persone che necessitano di cure ospedaliere e salvare quante più vite possibili.

## Antefatti
Il 12 gennaio 2020, l'Organizzazione mondiale della sanità (OMS) ha confermato che un nuovo coronavirus era la causa di una nuova infezione polmonare che aveva colpito diversi abitanti della città di Wuhan, nella provincia cinese dell'Hubei, il cui caso era stato portato all'attenzione dell'OMS il 31 dicembre 2019.
Sebbene nel tempo il tasso di mortalità del COVID-19 si sia rivelato decisamente più basso di quello dell'epidemia di SARS che aveva imperversato nel 2003,la trasmissione del virus SARS-CoV-2, alla base del COVID-19, è risultata essere molto più ampia di quella del precedente virus del 2003, ed ha portato a un numero totale di morti molto più elevato
Il 5 maggio 2023, l'Organizzazione mondiale della sanità dichiara ufficialmente la fine della pandemia.

## Cronologia

### Gennaio 2020
Il 30 gennaio il governo di Jersey fa il suo primo annuncio del virus, dicendo che un gruppo di revisione intergovernativo si è riunito quella mattina per discutere della situazione. 
Il 31 gennaio il governo emette consigli di viaggio per gli isolani di ritorno dalle aree colpite in Cina.

### Marzo 2020
Il 10 marzo viene diagnosticato il primo caso di una persona contagiata dall'Italia. 
L'11 marzo viene diagnosticato un secondo caso.
Il 20 marzo 10 casi sono stati diagnosticati a Jersey, due dei quali si ritiene abbiano preso il virus all'interno dell'isola. 
Il 30 marzo il primo ministro ha dichiarato che ci sono dieci pazienti con COVID-19 in cura in ospedale.

### Aprile 2020
Il 2 aprile  nove pazienti vengono curati in ospedale.
Il 6 aprile il numero di casi confermati raggiunge 169. 19 pazienti sono stati trattati in ospedale.
Il 15 aprile Charlie Parker, il primo ministro del governo di Jersey, afferma che ci sono 21 pazienti con COVID-19 in cura al Jersey General Hospital e altri otto in altre strutture ospedaliere.
Il 20 aprile 118 casi, quasi il 50% dei casi confermati, sono stati diagnosticati come guariti. Negli ospedali: c'erano 63 pazienti, 14 dei quali avevano COVID-19.

### Giugno 2020
Il 30 giugno non vengono dichiarati casi attivi noti e vengono condotti in totale più di 15.000 test.